# Baronia de Frignani i Frignestani
La Baronia de Frignani i Frignestani és un títol nobiliari espanyol creat el 30 d'agost de 1626 pel rei Felip IV a favor de Gaspar Palavicino y Centurión, escrivà i notari del Capítol de la Catedral de València.
El Títol va ser rehabilitat en 1922 pel rei Alfons XIII, a favor de Vicente Palavicino Lara, XI marquès de Mira-sol, com a onzè baró de Frignani i Frignestani.

## Barons de Frignani i Frignestani
|                               | Titular                                         | Període              |
| Creació per Felip IV          | Creació per Felip IV                            | Creació per Felip IV |
| ----------------------------- | ----------------------------------------------- | -------------------- |
| I                             | Gaspar Palavicino y Centurión                   | 1626-                |
| II                            | Isidro Palavicino y Durán                       |                      |
| III                           | Félix Palavicino y Villarrasa                   |                      |
| IV                            | José Palavicino y Figuerola                     |                      |
| V                             | Joaquín Palavicino y Pérez de Roa               |                      |
| VI                            | Juan Bautista Esplugues de Palavicino y Vergadá |                      |
| VII                           | Antonio María Palavicino y Gámir                | ? -1826              |
| VIII                          | Lorenzo Palavicino y Carroz                     | 1826-1833            |
| IX                            | Vicente Palavicino Vallés                       | 1833-1868            |
| X                             | Gonzalo Palavicino de Ibarrola                  | 1868-1899            |
| Rehabilitació per Alfons XIII |                                                 |                      |
| XI                            | Vicente Palavicino y Lara                       | 1922-1950            |
| XII                           | Sol Palavicino y Lara                           | 1950-1962            |
| XIII                          | Emilio Lamo de Espinosa y Enríquez de Navaarra  | 1965-1985            |
| XIV                           | Jaime Lamo de Espinosa Michels de Champourcin   | 1988-actual titular  |

## Història dels barons de Frignani i Frignestani
- Gaspar Palavicino y Centurión, I baró de Frignani i Frignestani.

1. Va casar, sota llicència eclesiàstica, amb Isabel Juana Cabanes Ritso. Van ser pares de:
  1.     1. Luis Ambrosio Palavicino y Cabanes (n. en 1644), que va casar amb Emerenciana Durán y Gil de Palomar. Premorí al seu pare, per la qual cosa va heretar el seu fill:

- Isidro Palavicino i Durán (n. en 1625), II baró de Frignani i Frignestani.

1. Va casar amb Ana de Villarrasa y Torrelles. El va succeir el seu fill:

- Félix Palavicino y Villarrasa (n. en 1652), III baró de Frignani i Frignestani.

1. Va casar amb Gerarda de Figuerola Especies Bellvís y Durá. El va succeir el seu fill:

- José Palavicino y Figuerola (n. en 1677), IV baró de Frignani i Frignestani.

1. Va casar amb María Francisca Pérez de Rosegui i Franch. El va succeir el seu fill:

- Joaquín Palavicino y Pérez de Roa (n. en 1714), V baró de Frignani i Frignestani.

1. Va casar amb María Vicenta Moya. Sense descendents d'aquest matrimoni.
2. Va casar amb María Pascuala Vergadá i Mateu. El va succeir, el seu fill únic:

- Juan Bautista Esplugas de Palavicino y Verdagá (n. en 1742), VI baró de Frignani i Frignestani. Usava el cognom Esplugues en compliment de les clàusules del vincle de la Pobla Llarga (Torrelles), Ribera Alta.

1. Va casar amb Francisca Javiera Gámir y Ros de Ursinos. El va succeir el seu fill:

- Antonio María Palavicino y Gámir (1767-1826), VII baró de Frignani i Frignestani.

1. Va casar amb Vicenta Carròs i Pallarés (1762-1833), VI marquesa de Mira-sol en 1814, filla de Vicent Carròs i Roca de la Serna (n. en 1725), IV marquès de Mira-sol que havia casat amb Francisca Antonia Pallarés i Roca. (El V marquès de Mirasol, havia estat el seu germà Joan Carròs i Pallarés (1765-1814), baró de Guardamar, que va morir sense descendents). Li va succeir el seu fill:

- Lorenzo Palavicino y Carroz (1785-1833), VIII baró de Frignani i Frignestani.

1. Va casar amb Vicenta de Vallés y Ferrer de Pegamans, filla de Fausto de Vallés y de Vega, XII baró de la Pobla de Tornesa. El va succeir el seu fill:

- Vicente Palavicino y Vallés (1819-1868), IX baró de Frignani i Frignestani, VII marquès de Mira-sol.

1. Va casar amb Casilda de Ibarrola y Mollinedo, filla de Manuel de Ibarrola y González marquès de Zambrano i d'Isabel de Mollinedo y Càceres. El va succeir el seu fill:

- Gonzalo Palavicino de Ibarrola (1845-1899), X baró de Frignani i Frignestani, VIII marquès de Mira-sol (en 1870).

1. Va casar amb María Josefa de Lara i San Juan.
2. Va casar amb la seva cunyada María Luisa de Lara i San Juan. El va succeir, per rehabilitació, el seu fill:

Rehabilitat en 1922 per:
- Vicente Palavicino y Lara (1880-1950), XI baró de Frignani i Frignestani, IX marquès de Mira-sol. Sense descendents. En 1946, va cedir el marquesat de Mira-sol a la seva germana Vicenta. En la baronia de Frignani i Frignestani el va succeir la seva germana:

- Sol Palavicino y Lara (1885-1962), XII baronessa de Frignani i Frignestani, XI marquesa de Mira-sol. Sense descendents.

A la seva defunció i per designació, prèvia llicència del llavors Cap de l'Estat Espanyol, va instituir una nova línia successòria al capdavant del seu parent:
- Emilio Lamo de Espinosa y Enríquez de Navarra (m. en 1985), XIII baró de Frignani i Frignestani (en 1965), XII marquès de Mira-sol. Descendent de Rafaela Palavicino y Carroz.

1. Va casar amb María Luisa Michels Champourcín y Morán de Laredo. El va succeir, en 1988, el seu fill:

- Jaime Lamo de Espinosa Michels de Champourcin (n. en 1941), XIV baró de Frignani i Frignestani, XIII marquès de Mira-sol (des de 1987).

1. Casat amb María del Carmen Rocamora y García-Iglesias.